# Metropolitano de Argel
O Metrô de Argel (Métro d'Argel), é um sistema de metropolitano da capital argeliana Argel. O trabalho começou no ano 1971, devido a diversos problemas, a sua construção se atrasou, a abertura estava prevista para o ano 2009,no entanto, o metro de Argel começou a funcionar em 2011-11-01.

## Linhas
A Linha 1 (Vermelha) do metro Argel tem nove quilômetros de extensão com dez estações.  A Linha 2 (Verde) esta planejada com 15 estações e a Linha 3 (Azul) com outras 11 estações 
| Linha   | Cor      | Trajeto                                | Inauguração (previsão) | Comprimento | Número de estações |
| ------- | -------- | -------------------------------------- | ---------------------- | ----------- | ------------------ |
| Linha 1 | Vermelha | Tafourah - Grande Poste – Haïr El Badr | 2011                   | 9,0 km      | 10                 |

## Custo do projeto
O custo total da primeira fase da linha 1 aumentou com 77 bilhões de DA, incluindo 30 mil milhões para a engenharia civil e 47 bilhões para os equipamentos, esteve perto de 900 milhões de euros.